# Síntesis de Gabriel
La síntesis de Gabriel es un procedimiento químico que permite obtener con buenos rendimientos aminas primarias a partir halogenuros de alquilo (con bajo impedimento estérico) utilizando ftalimida de potasio. Fue nombrada así en honor al químico alemán Siegmund Gabriel.

## Mecanismo de reacción

### A) Formación de la ftalimida de potasio
La ftalimida al reaccionar con hidróxido de potasio con etanol (reactivo conocido como potasa alcohólica) produce la ftalimida de potasio mediante una reacción ácido-base.

### B) Alquilación de la ftalimida de potasio
La ftalimida de potasio reacciona con un halogenuro de alquilo primario o secundario mediante un mecanismo de reacción SN2. La reacción ocurre en un solo paso sin intermediarios de reacción.

### C) Hidrólisis o tratamiento con hidrazina
La separación de la amina primaria puede ocurrir de diferentes formas, la elección del método adecuado dependerá de las necesidades del protocolo experimental:

1) hidrólisis básica con una base fuerte como NaOH: En este caso se obtendrán como productos ftalato de sodio (soluble en agua) y alquilamina (su solubilidad en agua depende del número de carbonos del resto alquilo).
2) hidrólisis ácida con un ácido fuerte como HCl: Como producto de la reacción se obtendrán ácido ftálico (insoluble en agua) y cloruro de alquilamonio (soluble en agua).
3) Tratamiento con NH2NH2: Los productos de la reacción, en este caso, serán ftalilhidrazina y alquilamina.